# May Mirin
May Mirin (New York, 1900 – 1997) è stata una fotografa statunitense, nota soprattutto per aver documentato il Messico tra la fine degli anni Trenta e gli anni Ottanta del Novecento, in un periodo nel quale le immagini di pochi importanti fotografi nati in Messico, a parte quelle di Lola e Manuel Alvarez Bravo, erano conosciute oltre i confini messicani.

## Biografia
Sappiamo ben poco della sua vita, né dove avesse imparato a fotografare. Fece il suo primo viaggio in Messico nel 1937, ritornandovi frequentemente nei successivi cinquant'anni e prolungando a lungo i soggiorni. Produsse documentari e foto di viaggi, contemporaneamente agli americani Jasper Wood, Wayne Miller e alla canadese Reva Brooks. Le sue immagini apparvero negli anni Cinquanta su varie riviste fotografiche, tra cui "Photographers Showplace" (dicembre 1956), "Classic Photography" (autunno 1957).
Due sue fotografie - una immagine inerente una devozione religiosa a lume di candela in Messico ed una seconda scattata in un cimitero a New York - furono scelte da Edward Steichen per la mostra The Family of Man, inaugurata nel 1955 presso il Museum of Modern Art di New York, mostra che negli anni successivi fece il giro del mondo e fu vista da oltre 9 milioni di visitatori. Fu tra i fotografi che presero parte alla prima galleria fotografica di New York del dopoguerra, Limelight, di Helen Gee (1919–2004), che ebbe il merito di aprire la strada alla vendita della fotografia come arte. Vi passarono tutti i nomi più celebri della fotografia americana e non solo e nel volume delle sue memorie l'autrice cita Mirin di essere felice di farne parte.
Le sue fotografie sono conservate presso il MoMA, il Museum Folkwang, il Castello di Clervaux.